# Communauté juive d'Ústí nad Labem

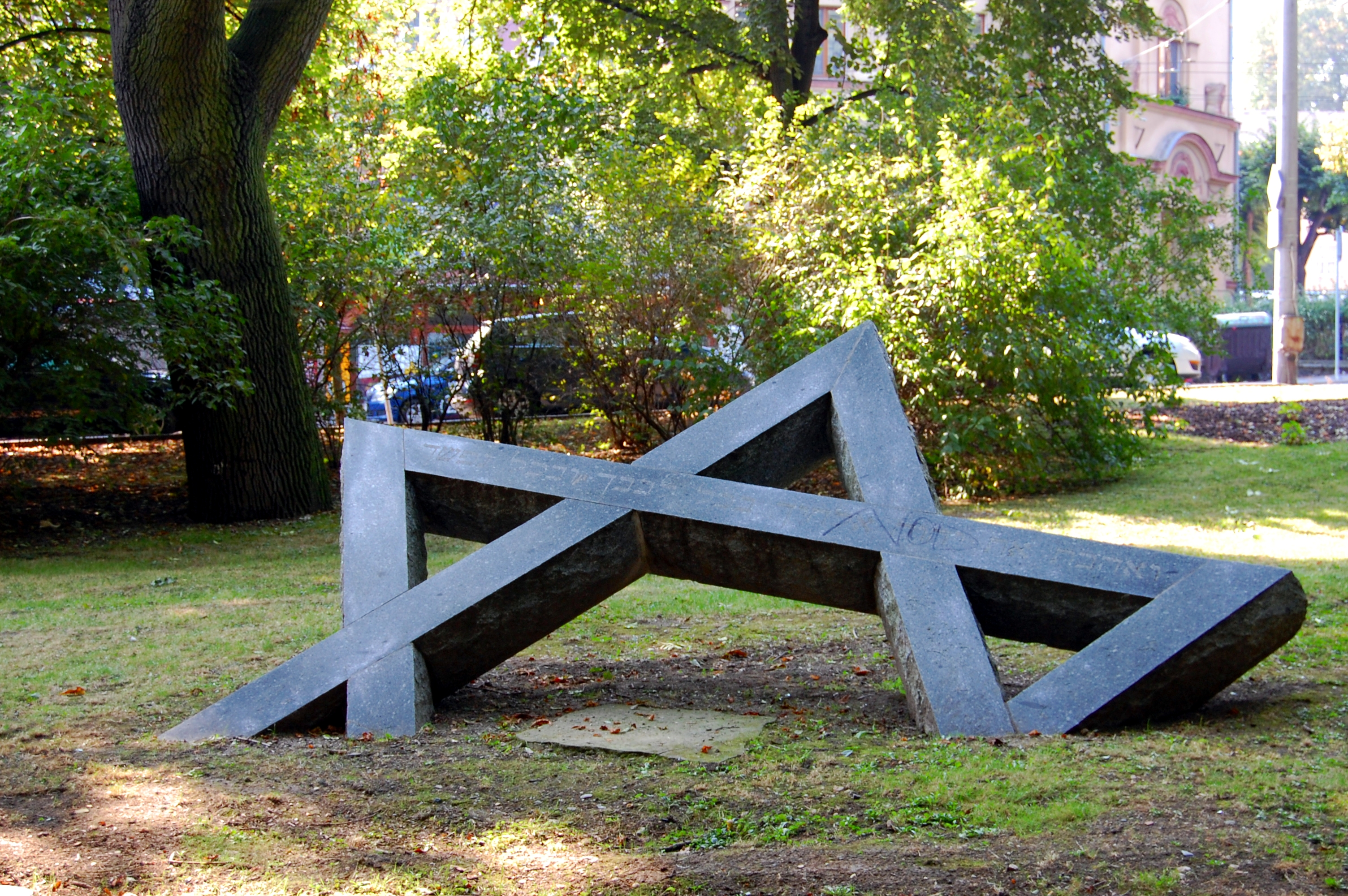
Mémorial de l'holocauste construit en 2005.

La communauté juive d'Ústí nad Labem, ville de Tchéquie (en allemand : Aussig ; autrefois en français : Aussig-sur-Elbe) s'est implantée aux alentours de 1848.
La plus grande croissance de cette communauté est due à l'implantation de deux familles  (Weinman et Petschek), ayant contribué au développement économique de la ville, entre la fin du XIXe siècle et le début du XXe siècle.
Une partie de la population juive a émigré en Europe de l'Ouest avant le début de la Seconde Guerre mondiale, tandis que l'autre est restée après l'annexion des Sudètes en 1938. L'intolérance religieuse a continué durant la période soviétique, et ce deuxième facteur a poussé lui aussi d'autres membres de la communauté à émigrer en Occident.
Après 1989, une plus grande liberté religieuse est acceptée par les nouvelles autorités et la communauté a fourni de nombreux efforts pour lutter contre le retrait de ses membres. Les membres de la communauté se réunissent régulièrement tout au long de l'année, particulièrement pendant les fêtes juives. La population de la communauté diminue, en particulier en raison de l'absence d'une jeune génération. Ainsi le nombre de membres enregistrés passe de 50 en 2000, (dont 17 habitants à Ústí nad Labem) à 38 en 2005. Son président actuel est Bedrich Heller.